# Gérard Philipe
Gérard Philipe (francuski izgovor: [ʒeʁaʁ filip]) (rođen kao Gérard Albert Philip, Cannes, 4. prosinca 1922. – Pariz, 25. studenog 1959.) bio je istaknuti francuski glumac koji se pojavio u 32 filma između 1944. i 1959. godine. Došao je do izražaja tijekom kasnijeg razdoblja pokreta poetskog realizma francuske kinematografije krajem 1940-ih. Njegovi najpoznatiji filmovi uključuju „Tako lijepa mala plaža” (1949.), „Ljepotica i vrag” (1950.), „Fan Fan tulipan” (1953.), „Montparnasse 19” (1958.) i „Opasne veze” (1959.).
Tijekom svoje karijere nastupao je s nekim od najpoznatijih i najglamuroznijih vodećih glumica tog doba, uključujući: Jeanne Moreau, Michèle Morgan, Micheline Presle, Danielle Darrieux, Ginu Lollobrigida i Anouk Aimée.
Osim uspješne filmske karijere, bio je i visoko cijenjeni klasični glumac, a kasnije je postigao dodatnu slavu kada je postao član Jean Vilarovog „Théâtre national populaire” gdje je nastupio u mnogim od najvećih predstava iz repertoara francuske drame. Do prerane smrti bio je jedna od glavnih zvijezda poslijeratnog razdoblja. Njegov imidž ostao je mladenački i romantičan, što ga čini jednom od najomiljenijih kulturnih ikona francuske kinematografije. U vrijeme svoje smrti bio je supredsjednik francuskog glumačkog sindikata, „Federation Internationale des Acteurs”, (zajedno s Jeanom Darcanteom).